# 42403 Andraimon
42403 Andraimon è un asteroide troiano di Giove del campo greco. Scoperto nel 1960, presenta un'orbita caratterizzata da un semiasse maggiore pari a 5,2937079 UA e da un'eccentricità di 0,1115202, inclinata di 8,13249° rispetto all'eclittica.
L'asteroide è dedicato ad Andremone, re dell'Etolia.